# みね武
みね 武（みね たけし、本名：松村 邦弘、1948年8月3日 - ）は、京都府出身の漫画家。

## 来歴
1948年8月3日、京都府生まれ。1歳の時より神戸に育つ。1964年、中学校を卒業し上京。1966年、貸本漫画でデビュー。1968年、東京トップ社より初の単行本『血染めの荒野』を発表。
川崎のぼる、佐藤まさあきのアシスタントを経て、「まんが王」に『とんから大将』（原作：相良俊輔）を連載し少年誌に進出。その後『格闘王Ｖ』（原作：梶原一騎、「まんが王」「冒険王」連載）、『月光仮面』（原作：川内康範、週刊少年キング連載）を執筆。1974年以降は青年漫画誌をメインに活躍している。

## 作品リスト
- 血染めの荒野
- とんから大将（原作：相良俊輔 まんが王連載）
- 格闘王V（原作：梶原一騎　まんが王、冒険王連載）
- 月光仮面（原作：川内康範 週刊少年キング 1972年1号 - 20号連載）
- 私刑執行人（原作：西塔紅一）
- 野獣警察（原作：西塔紅一）
  - 新・野獣警察（原作：西塔紅一）
- 暴挙（原作：東史郎）
- ドロボーマン（原作：石橋渡）
- 極道記者（原作：塩崎利雄）
- 女喰い（原作：広山義慶）
  - 新・女喰い（原作：広山義慶）
- クラブ・アンダルシア（原作：倉科遼）
- 艶恋師（原作：倉科遼）
- 武則天（原作：倉科遼）